# Place Antoine-Vollon
La place Antoine-Vollon est une place du 2e arrondissement de Lyon, dans le quartier d'Ainay.

## Situation
À quelques centaines de mètres au sud-ouest de la place Bellecour, elle forme un rond-point qui fait l'articulation entre les rues Vaubecour et du Plat et celle entre les rues Sainte-Hélène et Clotilde-Bizolon. Avec la rue Guynemer, qui part en diagonale au sud-ouest, elles se réunissent à la place.

## Dénomination
La place porte le nom du peintre Antoine Vollon (1833-1900), né au n° 4.

## Histoire
À partir du Ve siècle, on trouve la trace d'une église dédiée à saint Michel et d'un couvent dépendant de l'abbaye d'Ainay, dont la fondation est attribuée à Canetène, la mère du roi burgonde Gondebaud.
La place est ouverte en 1728 à la suite de la démolition de cet édifice et prend naturellement le nom de Saint-Michel. Elle conserve ce nom jusqu'en 1907, quand elle rebaptisée place Antoine Vollon par délibération du conseil municipal.

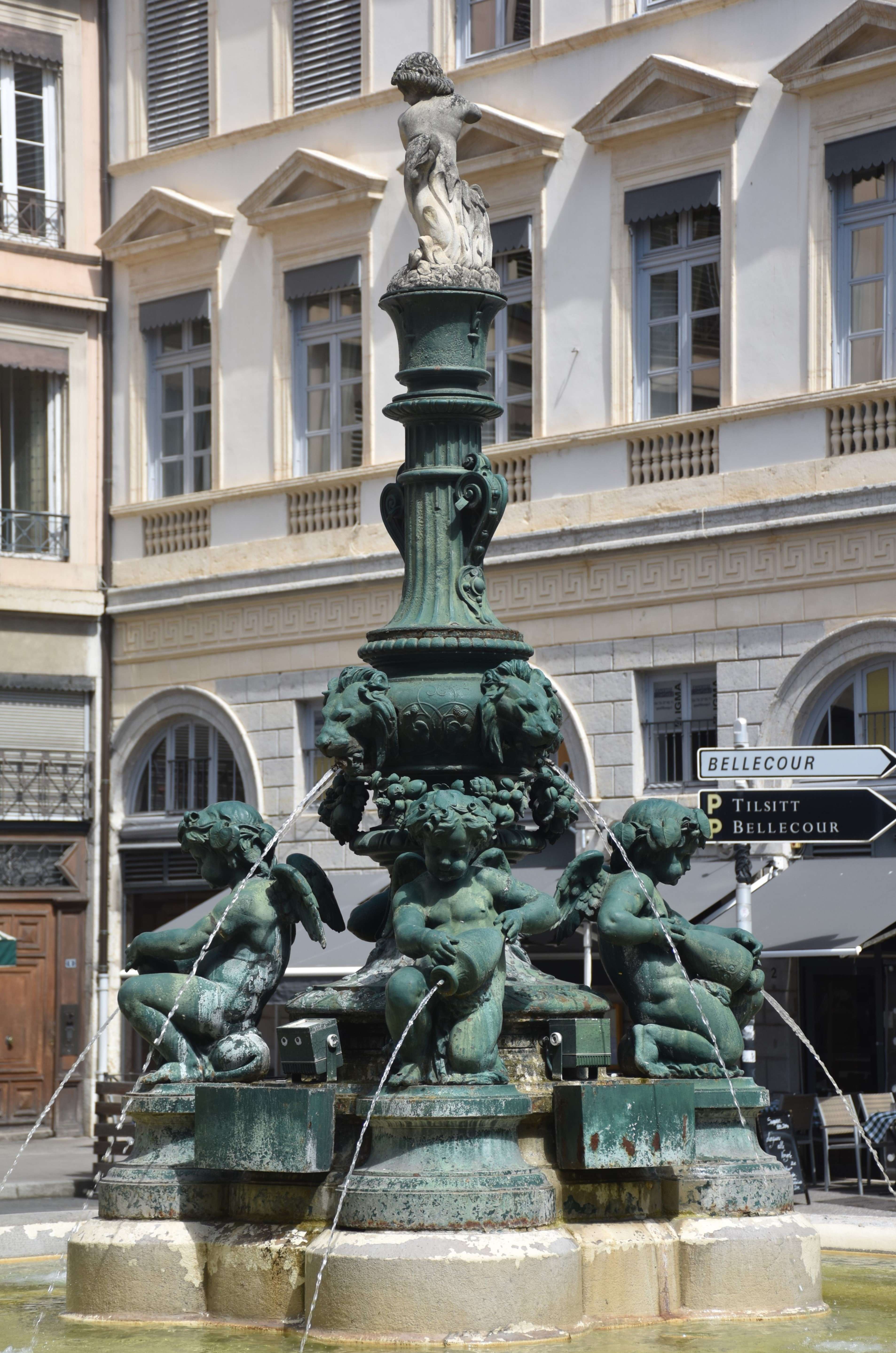
Lanfrey et Baud, La Fontaine aux angelots (1857)

## Monuments

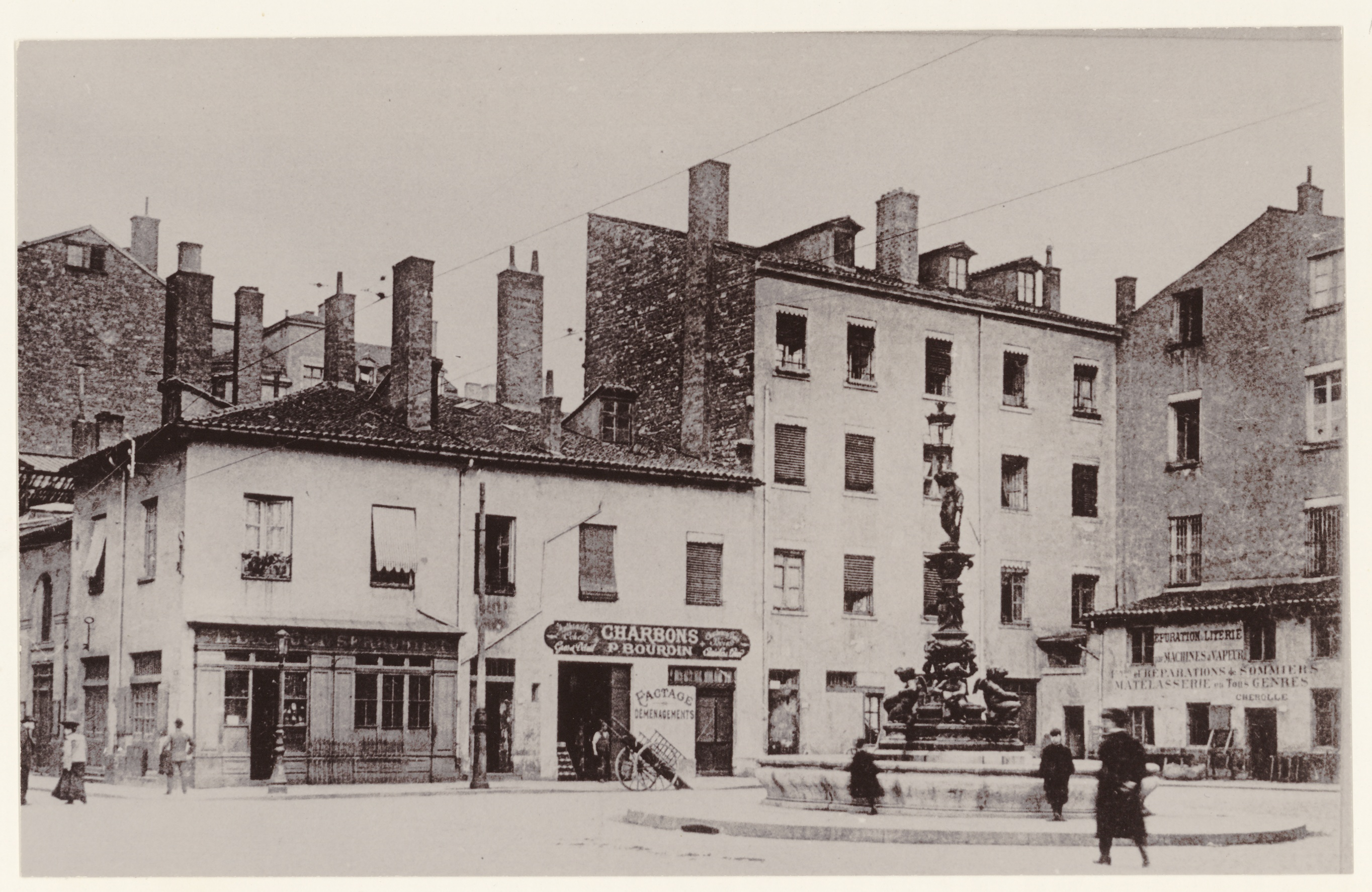
La Place Antoine Vollon, au début du XXe siècle.

Au centre de la place se dresse une fontaine érigée en 1857, sous le Second Empire. Peinte en vert profond et décorée de quatre angelots et de têtes de lions, elle est l’œuvre des artistes-fondeurs lyonnais Lanfrey et Constant Baud. Elle est la dernière d'une série de cinq construites à la même époque et qui, grâce à leurs déménagements, ont décoré une dizaine de places lyonnaises jusqu'en 1946, dont la place des Terreaux.